# Спектрохімічний ряд
Спектрохімічний ряд (англ. spectrochemical series) — послідовність лігандів, розташованих в порядку зменшення величини Δ розщеплення енергій eg та t2g орбіталей в комплексах перехідних металів:
I– < Br– < [SCN] – < Cl– < NO−
3 < F– < [OH] – < [ONO]– < C
2O2−
4 < H2O < [NCS]– < NH3 < [NC]– < NO−
2 < [CN] – < CO.
Зліва в ряду слабкі, а справа — сильні ліганди.

## Спектрохімічний ряд металів
Катіони перехідних металів так само можна впорядкувати за збільшенням величини розщеплення Δ, і це впорядкування буде значною мірою незалежним від природи ліганду.
Mn2+ < Ni2+ < Co2+ < Fe2+ < V2+ < Fe3+ < Cr3+ < V3+ < Co3+
Із загальних міркувань дуже складно передбачити, яка сила поля матиме місце в певній комбінації металу та лігандів; окремі міркування щодо цього надає теорія поля лігандів. Але стосовно іонів металу можна зауважити такі загальні тенденції:
- Δ збільшується зі зростанням ступеню окиснення металу;
- Δ збільшується при русі вниз по групі.